# ホカケトカゲ属
ホカケトカゲ属（帆掛蜥蜴属、Hydrosaurus）は、爬虫綱有鱗目アガマ科に属する属。

## 分布
インドネシア（スラウェシ島、モルッカ諸島）、フィリピン

## 形態
全長80-100cmとアガマ科では最大級。後頭部から尾にかけてタテガミ状の鱗（クレスト）が並ぶ。
後肢の指には水掻きがあり、泳ぐのに適している。全長の3分の2を尾が占める。尾は縦に扁平で、泳ぐのに適している。成体は尾に帆のようなクレストがあり、和名や英名（sail＝帆、fin＝ひれ）の由来になっている。尾のクレストはオスで特に顕著。
同種でも分布する島によって形態が異なり変異が大きい。そのため現在は個体群として扱われているものが、今後亜種や別種として記載される可能性がある。

## 生態
水辺の森林に生息する。半樹上性で主に樹上で生活する。属名のHydrosaurusは「水のトカゲ」の意で、名前のように泳ぎや潜水が上手く、驚くと水中に飛びこんで逃げる。地上では後肢だけで立ちあがり走って逃げることもあり、短距離であれば水上を走り抜けることができる。収斂現象として同じような環境に生息するイグアナ科のバシリスク属がいる。
食性は植物食傾向の強い雑食で、植物の葉、果実、昆虫類、小型爬虫類、鳥類、小型哺乳類等を食べる。繁殖形態は卵生。

## 分類
分類・和名は中井(2024)を参考。
- Hydrosaurus amboinensis アンボイナホカケトカゲ　Malayan sailfin lizard
- Hydrosaurus celebensis セレベスホカケトカゲ Sulawesi black sailfin lizard
- Hydrosaurus microlophus マカッサルホカケトカゲ Indonesian giant sailfin dragon
- Hydrosaurus pustulatus フィリピンホカケトカゲ　Philippine sailfin lizard
- Hydrosaurus weberi ハルマヘラホカケトカゲ Weber's sailfin lizard

## 人間との関係
ペット用として輸入されることがある。主に野生個体の幼体が流通する。元々大型種で驚くとケージ内を走り回り吻端をつぶしてしまうため、飼育には広いケージと落ち着いた環境が必要。また水辺の高温多湿の環境を好むため全身が浸かる事の出来る水容器や全体を保温する設備も必要になる。

## 画像

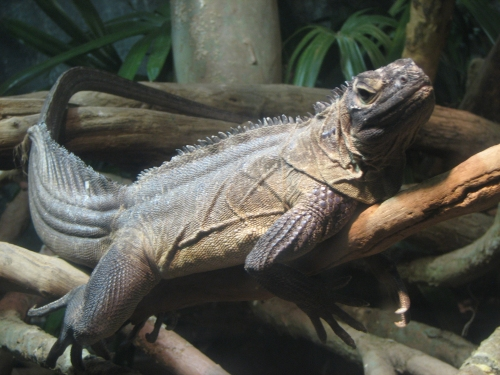
フィリピンホカケトカゲ H. pustulatus